# Cerkev sv. Ane, Tunjice
Cerkev sv. Ane je župnijska božjepotna cerkev, ki stoji na Vinskem vrhu nad Tunjicami. Zgrajena je v poznobaročnem slogu in služi kot župnijska cerkev Župnije Tunjice.

## Lega
Zahodno od Kamnika se naslonjeno na gričke razteza naselje Tunjice. Na enem od gričkov, imenovanem Vinski vrh, stoji pred slikovito kuliso Kamniško-Savinjskih Alp cerkev sv. Ane. Monumentalno poznobaročno stavbo na 476 metrov visokem griču je dal od leta 1762 do 1766 postaviti Peter Pavel Glavar, ki je bil tedaj župnik v Komendi.

## Zgodovina

### Gradnja
Prvotna srednjeveška prednica današnje cerkve je bila gotska cerkev z enim zvonikom in obzidjem, ki je v času turških vpadov verjetno služila kot tabor. Cerkev je bila posvečena materi Komendčana Petra Pavla Glavarja - Ani. Cerkev sv. Ane v Tunjicah je bila stoletja znana romarska pot, ker pa je bila premajhna, so jo podrli in na istem mestu postavili današnjo baročno cerkev z dvema zvonikoma in kupolasto krito ladjo. Osrednja ladja je osmerokotni prostor, v osi je postavljen dvopolni prezbiterij, sestavljen iz pravokotnega prostora in polkrožne niše, tu so še plitve baročne kapele, v diagonalnih oseh še niše s stranskima oltarjema oziroma vhodoma, nad njimi pa pendentivi, na katerih sloni polkrožna kupola. Pročelje, ki je obdano z zvonikoma, je konkavno oblikovano.
Dela so potekala od leta 1762-1766. Gradnjo je vodil in financiral župnik Glavar. Tudi novo cerkev so posvetili sv. Ani, saj je novo cerkev Glavar posvetil svoji mami Ani, kakor je pričal v posvetitveni pridigi. Sama cerkev je zgrajena po ideji Borrominijeve cerkve sv. Neže v Rimu. Še bolj pa je podobna dunajski cerkvi sv. Petra. Pri gradnji so sodelovali predvsem obrtniki iz Kamnika in Mengša ter okoli 100 pruskih vojnih ujetnikov. Da so lahko zgradili tako veliko stavbo, so vrh griča poravnali in znižali za okoli tri metre. Med gradnjo je Glavar med vogelne kamne dal vzidati relikvije svetih mučencev Jukundina in Kulumbana, prinesene iz Rima. Leta 1796 pa so iz Rima prinesli še relikvije svete Peregrine. Relikvije sv. Peregrine so najprej prišle v Komendo. Iz Komende do cerkve sv. Ane pa je v spomin na mučeniško smrt sv. Peregrine, ki so jo mučili in ubili, ko ji je bilo štirinajst let, relikvije nosilo štirinajst deklic, ki so bile vse stare štirinajst let. 

### Obnova
Leta 1929 je cerkev prizadel požar. Ob obnovi sta dobila zvonika in kupola bakreno prevleko. Med letoma 1962 in 1966 pa so cerkev zadnjič obnovili.

## Notranja oprema
V cerkvi je stoji velik poznobaročni oltar, dokončan leta 1782. Po načrtih Pragerja ga je naredil štukater Anton Stampfel, s plastikami sv. Ane in svetnikov (Zaharija, Joachim, Jožef in Elizabeta) pa dopolnil Valentin Vrbnik, podobar iz Kranja. Njegovi so tudi kipi na dveh stranskih oltarji. Ozadje je poslikal Leopold Layer. V stranskih oltarjih so poslikave iz leta 1775, ki jih je naslikal Janez Potočnik. Poznogotska plastika Križanega v levem oltarju izvira še iz stare cerkve in verjetno datira v leto 1500. Kropilni kamen pri vhodnih vratih pa nosi letnico 1656. Stranska vhoda je dopolnil arhitekt Plečnik.

## Druge zanimivosti
- V bližini cerkve so leta 1842 našli zaklad z rimskimi novci iz obdobja med 3. in 5. stoletjem n. št.
- Cerkev sv. Ane se je ponašala še z eno posebnostjo, to je bil tako imenovani »cerkveni sedežni red«, kakršnega niso poznali daleč naokoli in je veljal do konca druge svetovne vojne.
- V zvonikih se nahajajo štirje bronasti zvonovi iz Ljubljanskih tovarn in livarn.[navedi vir]